# Сражение при Смоленице
Сражение при Смоленице (венгер. Szomolányi csata) — сражение между куруцами и войсками империи Габсбургов, солдатами Священной Римской империи и вспомогательными войсками из Дании произошло 28 мая 1704 года у Смоленице в Верхней Венгрии (современная Словакия), где армия куруцев разгромила войска противника, взяв в плен австрийского командующего. 
В апреле 1704 года Миклош Берчени возглавил восстание венгерских и словацких крестьян в Верхней Венгрии, пообещав свободу от имени Ференца II Ракоци. Берчени намеревался разгромить отряд австрийского генерала Иоганна фон Ричана. Генерал фон Ритчан вышел из Моравии с целью добраться до Прессбурга (современная Братислава).
Силы куруцев насчитывали около 15 000 необученных бойцов, словацких и венгерских крестьян, имевших в качестве оружия только вилы и косы и устаревшие ружья. У Берчени также была легкая кавалерия и небольшое количество регулярной пехоты. 
Имперский отряд состоял из 2331 пехотинца, 250 кавалеристов, набранных в Австрии, Богемии, Моравии, Дании и Германии, и имел 4 орудия. Преодолев 52 км по труднопроходимой местности, он ночью прибыл через Яблоницкий перевал к Смоленице и разбил 26 мая там лагерь. Ричан хотел подождать в Смоленице подкрепление из другого австрийского отряда под командованием Яноша Вольфи. Ричан не знал, что в лесу собирается армия повстанцев, и был не готов к нападению. Когда подошли куруцы, Ричан созвал военный совет и предложил двигаться к Червени-Камень, но офицеры отвергли его план, потому что тот регион находился под контролем куруцев. В 11 часов ночи Ричан решил вернуться в Яблоницу маршрутом предыдущего дня без какой-либо специальной разведки. Подразделения Ричана двигались крайне медленно из-за ночи и обозных телег. 28 мая, около 2 часов ночи, они прибыли в лес к северу от Надаша.
На первом этапе сражения бригадный генерал Ласло Очкай и словацкие повстанцы обстреляли передовой австрийские полк Стархемберга, остановив его продвижение. Ричан подвел подкрепления и начал контратаку, заставив куруцких стрелков отступить в лес. Тем временем примерно 2000 всадников Каройи атаковали конец имперской маршевой колонны. Его командиры вызвали на помощь полк фон Дойчмайстера и датскую пехоту, которые заставили кавалерию куруцев отступить после полуторачасового боя. Сам Ричан был легко ранен в голову и руку. Стремясь как можно скорее переправить обозные телеги через перевал, Ричан придал им одну пушку, а три другие оставил в конце колонны. 
Постоянные атаки куруцев расстроили австрийский отряд, который разделился на две части. Первая часть отряда (700 человек) во главе с самим Ричаном прошла через перевал около 9 часов и дошла до Яблоницкого замка, где и укрылась. Будучи окруженным в замке превосходящими силами повстанцев, вечером Ричан капитулировал со своим отрядом. 
Концевая часть походной колонны (1100 человек) свернула с дороги и направились не в сторону Яблоница, а южнее его. Подвергаясь постоянным атакам повстанцев, имперцы не могли использовать свои пушки в густом лесу и отбивались ружейными залпами. Выйдя из леса, австрийцы встретили беглецов со стороны Яблоницкого замка, поэтому отступили к замку Элеско, в котором стояла имперская гвардия, где и укрылись.
В результате несколько сотен солдат австрийской армии были убиты, 700 взяты в плен. Венгры потеряли 300–400 солдат. Значение победы при Смоленице состоит в том, что она помешала имперским объединенным отрядам генералов Хейстера, Ричана и Яноша Палфи отбить западную часть Словакии. Некоторое время повстанцы мародерствовали в ряде деревень в Нижней Австрии, Мархфельде и Моравии и даже угрожали Вене.